# Группа «Вперёд»
Группа «Вперёд» — группа в РСДРП, созданная в эмиграции в декабре 1909 года и объединившая отзовистов, ультиматистов, сторонников богостроительства и лекторов и учеников каприйской школы, по инициативе А. А. Богданова и Г. А. Алексинского. Группа издавала в 1910—1911 гг. в Женеве непериодический сборник того же названия, вышло 16 номеров.
В группу входили (по алфавиту): Г. А. Алексинский, Я. А. Берман, А. А. Богданов (наст. фам. Малиновский),  Максим Горький, В. А. Десницкий, Израилевич, Ф. И. Калинин, Л. Б. Красин, И. И. Лебедев-Полянский, А. В. Луначарский, М. Н. Лядов,  Д. З. Мануильский, В. Р. Менжинский, М. Н. Покровский, А. В. Соколов, И. П. Трайнин, М. Г. Цхакая, В. Л. Шанцер (Марат) и др. Формально являлась литературной группой внутри РСДРП.
Платформа группы называлась «Современное положение и задачи партии», в ней указывались задачи группы — «создавать» и «распространять в массах новую пролетарскую культуру», «развивать пролетарскую науку», «вырабатывать пролетарскую философию». Кроме того, в ней отрицалась допустимость парламентской деятельности большевиков в Думе. 
Группа имела кружки в Париже и Женеве. В 1910 году вместо каприйской школы группой была основана школа в Болонье. В политическом отношении группа выступала за отказ от легальных форм борьбы. В организационном отношении высказывалась за свободу фракций внутри РСДРП. В 1912 году во время раскола РСДРП участники группы принимали участие в Венской Конференции РСДРП, но их представитель — Г. А. Алексинский сразу покинул конференцию, организационно оставшись в составе РСДРП(о). Группа прекратила активную деятельность в 1913 году. «Как только возродилось рабочее движение, эта группа, склеенная из разнородных элементов, без определённой политической линии, без понимания основ классовой политики и марксизма — разложилась без остатка», — указывал Ленин.
Окончательное решение присоединиться к большевистской партии было принято в марте 1917 г.